# Le Revers de la médaille
Albums de Djadja & Dinaz
Dans l'arène
(2017) Drôle de mentalité
(2019)
Le revers de la médaille est le troisième album studio de Djadja & Dinaz sorti le 20 avril 2018. La deuxième partie est sortie le 20 juillet 2018.

## Liste des pistes
Toutes les paroles sont écrites par Djadja & Dinaz.
| 1.  | Ce qui est à nous   | RJacks & Masta                   | 2:46 |
| 2.  | Tourner             | AriBeatz                         | 3:20 |
| 3.  | J'souris            | Yannis Wade, RJacks & Masta      | 3:17 |
| 4.  | Tu perds la foi     | Mr300Momo                        | 3:17 |
| 5.  | Non non             | Worek, MOODY SCRAG               | 3:13 |
| 6.  | C'est pas ça la vie | RJacks & Masta                   | 3:15 |
| 7.  | Zumba               | Yannis Wade                      | 2:54 |
| 8.  | Brassard            | AriBeatz                         | 3:13 |
| 9.  | En otage            | HRNN                             | 3:13 |
| 10. | Privado             | Yannis Wade                      | 3:17 |
| 11. | Poto j'suis là      | SOTT                             | 2:57 |
| 12. | Fais du pain        | Sokhan, Jusse On The Beat, Henzy | 3:06 |
| 13. | Zéro                | Yannis Wade                      | 3:16 |
| 14. | Ciroc               | Yannis Wade                      | 2:46 |
| 15. | On avance seuls     | RJacks & Masta                   | 3:09 |
| 16. | Du mal à m'y faire  | Yannis Wade                      | 2:40 |

| 1.  | Représenter               |                      | 3:02 |
| 2.  | J'sais plus comment faire | Yannis Wade          | 2:57 |
| 3.  | La vérité                 | Dennis Kör           | 3:13 |
| 4.  | Meuf mortelle             | Dennis Kör           | 3:18 |
| 5.  | Mon ami                   | AriBeatz             | 2:39 |
| 6.  | C63                       | Dennis Kör, AriBeatz | 3:20 |
| 7.  | Palace                    | Dennis Kör           | 2:46 |
| 8.  | Je zone                   |                      | 3:25 |
| 9.  | Mal                       |                      | 3:03 |
| 10. | J'veux plus               | Bouchay Beats        | 2:57 |
| 11. | Ballon d'or               | Nils Music           | 3:16 |
| 12. | Ça va pas                 | RJacks & Masta       | 3:29 |
| 13. | J'comprends pas           | HRNN                 | 4:04 |

## Titre certifié
- J'souris  Or [2]

## Clips vidéo
- J'souris : 23 mars 2018
- Ce qui est à nous : 30 mars 2018
- Tu perds la foi : 5 mai 2018
- On avance seuls : 9 mai 2018
- Représenter : 11 juillet 2018
- C63 : 22 juillet 2018

## Classements et certfications

### Classements
| Classement (2023)            | Meilleure position |
| ---------------------------- | ------------------ |
| Belgique (Wallonie Ultratop) | 3                  |
| Belgique (Flandre Ultratop)  | 159                |
| France (SNEP)                | 2                  |
| Suisse (Schweizer Hitparade) | 24                 |

### Certifications et ventes
| Région        | Certification | Ventes/Streams |
| ------------- | ------------- | -------------- |
| France (SNEP) | Platine       | 100 000        |